# Volkswagen Polo
Volkswagen Polo är en mindre bilmodell från Volkswagen lanserad 1975.
Polo dök upp som en billigare, men likvärdig, variant av den något äldre Audi 50. Polo skördade därför också större framgångar än denna förebild. Modellen säljs som hatchback, sedan och kombi.
Volkswagen valde Polon som modell när de började tävla i WRC 2013. Bilen var mycket framgångsrik och vann både förarmästerskapet och konstruktörsmästerskapet fyra år i rad med Sébastien Ogier, 2013–2016, innan Volkswagen drog sig ur mästerskapet efter säsongen 2016.
Polon har uppdaterats till flera nya versioner, senast 2017.

## Första generationen (Mk1 1975–1981)
Volkswagen introducerade år 1975 en något omarbetad version av Audi 50 som fick modellnamnet Polo. Bilmodellen konstruerades från början av NSU, som ville ha en mindre modell för att komplettera sina modeller Ro80 och K70. När NSU köptes upp av Volkswagen fick Audi ta över modellen och den fick då heta Audi 50. Volkswagen var just på väg att lansera sin Golf, som skulle ersätta den ursprungliga Typ 1, och därför var behovet inte lika stort att få ut ännu en småbil på marknaden. Oljekrisen gjorde dock att efterfrågan steg på mindre bilar och Volkswagen började därför sälja den under eget namn med lägre pris och sämre standardutrustning än Audi 50. Trots att modellen släpptes bara några månader efter storasyskonet Golf och inte skilde sig så mycket i storlek hade bilarna väldigt få komponenter gemensamma, vilket alltså berodde på att Polo inte hade konstruerats av Volkswagen själva. Motorer och andra mekaniska delar kom med tiden att börja delas mellan modellerna, och även den större Passat-modellen hade i sina enklaste utföranden en motor hämtad från Polo under några årsmodeller.  
Från och med 1977 fanns även en sedan-modell som kallades Volkswagen Derby. Bilarna är identiska från C-stolpen och framåt.  
Eftersom Polo sålde betydligt bättre än Audi 50 lades Audi-varianten ner 1978. Produktionen av första generationen upphörde 1981.

## Andra generationen (Mk2 1981–1994)
Andra generationen Polo introducerades i oktober 1981 och tillverkades fram till 1994. Mekaniskt sett byggde bilen vidare på samma grund som den tidigare generationen, men karossen designades om och fick lite modernare linjer. En ny karossvariant tillkom som på vissa marknader kallades "Wagon". Det var fortfarande en halvkombi, men med mer upprättstående bagagelucka. Den tidigare varianten med lutande bakdel kallades nu för Coupé.  
Modellen fick en facelift hösten 1990 inför årsmodell 1991 som bjöd på ett mer modernt utseende som är typiskt för 90-talet.

## Tredje generationen (Mk3 1994–2002)
Generation tre hade premiär 1994 och tillverkades fram till 2003. Denna modell togs fram helt från grunden och delade teknisk plattform med den tredje generationens Golf och även med Seat Ibiza. Alla de tre modellerna hade faktiskt samma bottenplatta, vilket gjorde att Polo nu hade växt till sig och blivit en lite rymligare småbil istället för bara en citybil. Motorerna som erbjöds var till en början på 1,3 och senare 1,4 - 1,6 liters volym. 
Modellen fanns tillgänglig som 3- och 5-dörrars halvkombi. Från 1997 såldes även en 5-dörrars kombimodell under namnet Polo Variant. Denna modell var dock egentligen en Seat Cordoba (som byggde på samma tekniska plattform) med Polons front. Den togs fram för att tillfredsställa efterfrågan på en Polo med lite större bagageutrymme för att kunna fungera bättre som en familjebil. Även en sedanmodell som hette Polo Classic och var en ommärkt Seat Cordoba erbjöds på vissa marknader - framförallt där Seat inte såldes.  
En mindre (huvudsakligt teknisk) uppdatering gjordes inför årsmodell 1998, och en större ansiktslyftning med bland annat nya bakljus och stötfångare gjordes inför årsmodell 2000.

## Fjärde generationen (Mk4 2002–2009)
Fjärde generationen visades upp i September 2001 och började säljas 2002. Bilen delar plattform med SEAT Ibiza och Skoda Fabia. Fronten fick runda strålkastare liknande de som finns på Volkswagen Lupo. En ansiktslyftning gjordes inför årsmodell 2006.

## Femte generationen (Mk5 2009–2017)
Volkswagen visade upp femte generationen av Polo år 2009 vid Geneva Motor Show. Modellen delade plattform med SEAT Ibiza och Audi A1. Modellen finns som 4-dörrars Sedan och som 3- eller 5-dörrars hatchback. En facelift kom år 2014

## Sjätte generationen (Mk6 2017–nuvarande)
Polo i sjätte generationen visades upp i Berlin den 16 Juni 2017 och de första bilarna levereras som modellår 2018. GTI-modellen har en 2.0 TSI-motor på 200 hk..
I januari 2021 meddelades att Polo inte längre skulle säljas i Sverige. Det beror framförallt på att många kunder som tidigare valt en småbil byter till en crossovermodell som T-Roc eller T-Cross.  En annan anledning kan vara att skärpta avgasreningskrav gör det mindre lönsamt att tillverka småbilar generellt, och att prisskillnaden mot de billigaste varianterna av VW Golf har blivit så liten att man i praktiken kan välja en sådan bil för ungefär samma månadskostnad.
Hösten 2020 omformades Polo visuellt med övergången till 2021. Sedan dess har fordonet fått den nya Volkswagen-logotypen och Polo-bokstäver på bakluckan, som en gång låg nere till vänster, har nu har placerats i ett nytt teckensnitt i mitten under VW-logotypen. Tekniskt sett har det gjorts en uppdatering av "Modular Infotainment Kit 3" (MIB3).

## Galleri

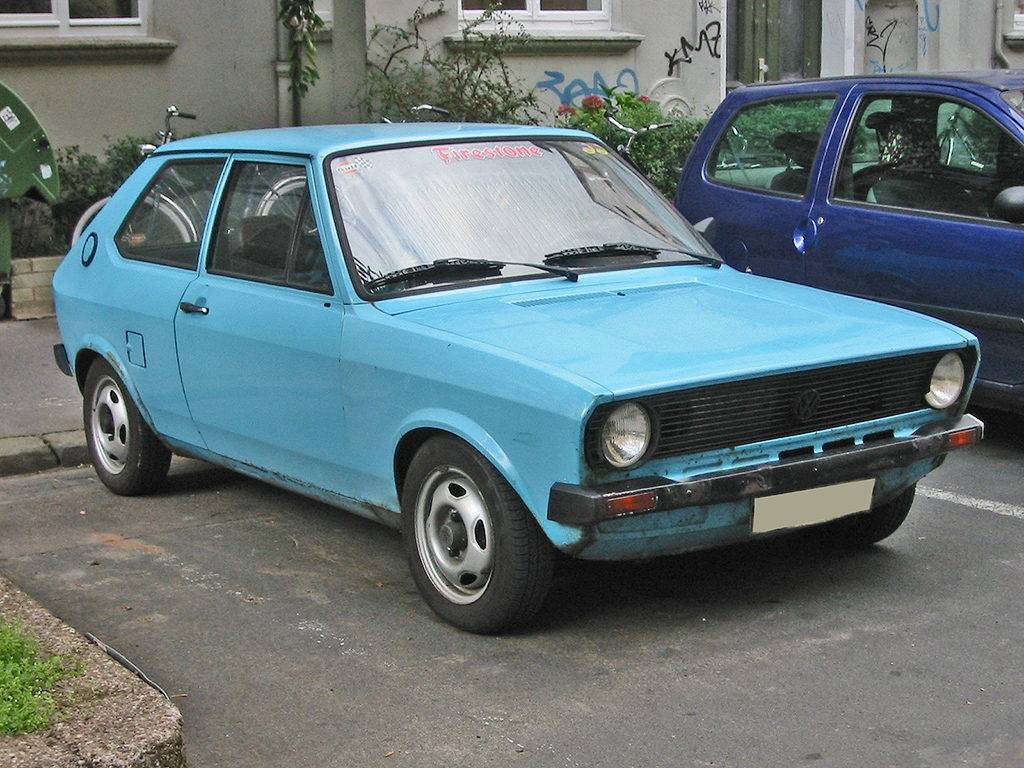
Polo I (Typ 86), 1975–1981
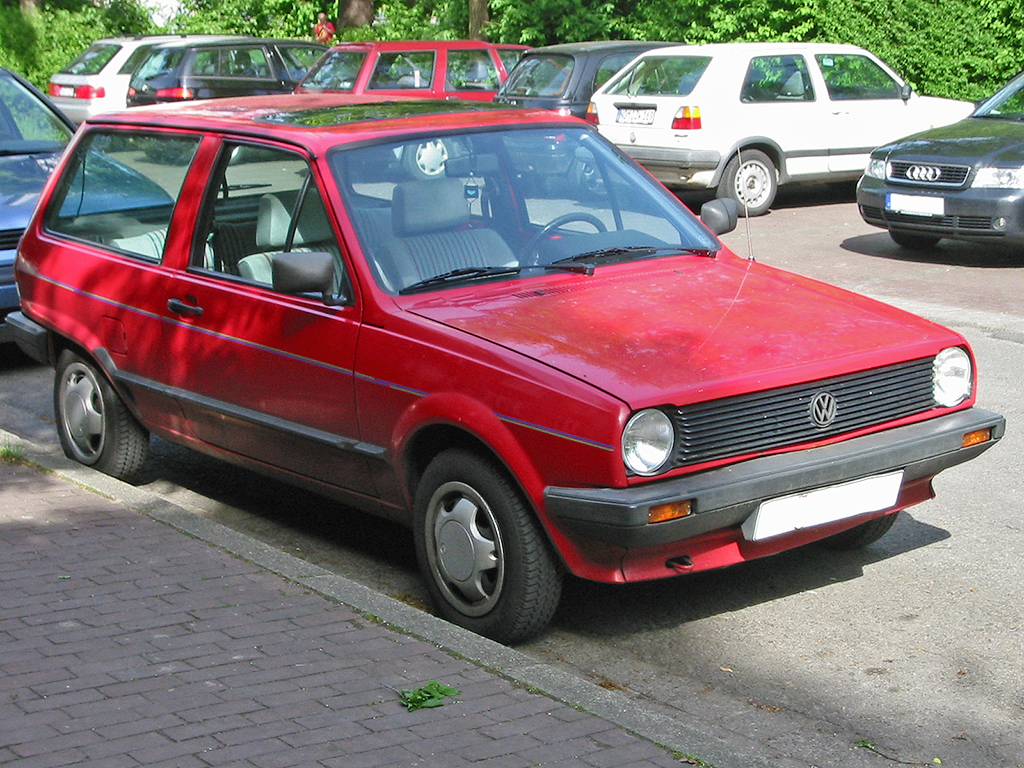
Polo II (Typ 86 C), 1981–1990
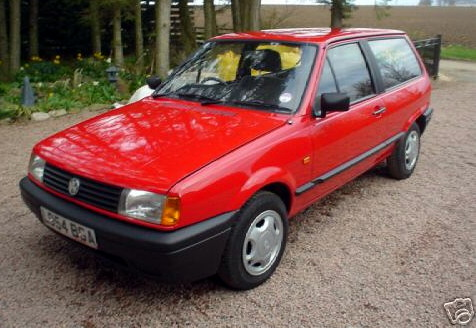
Polo II Facelift (Typ 2F), 1990–1994
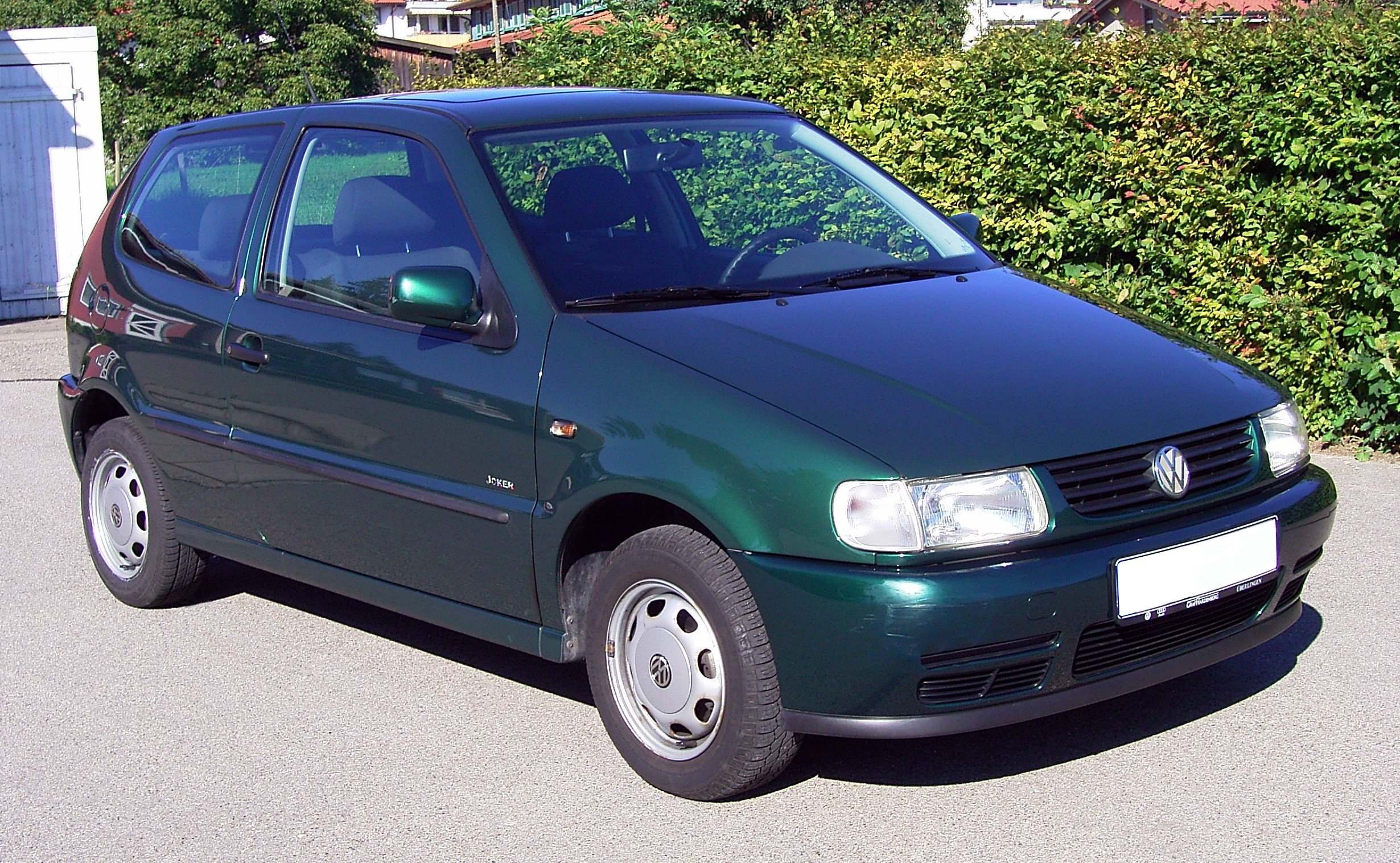
Polo III (Typ 6N), 1994–1999
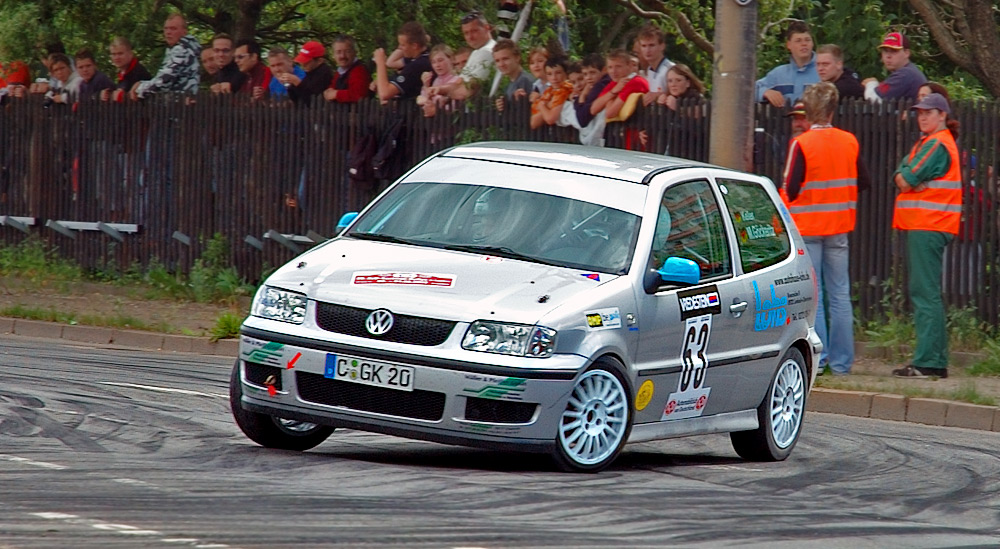
Polo III Facelift (Typ 6N2/6NF), 1999–2001
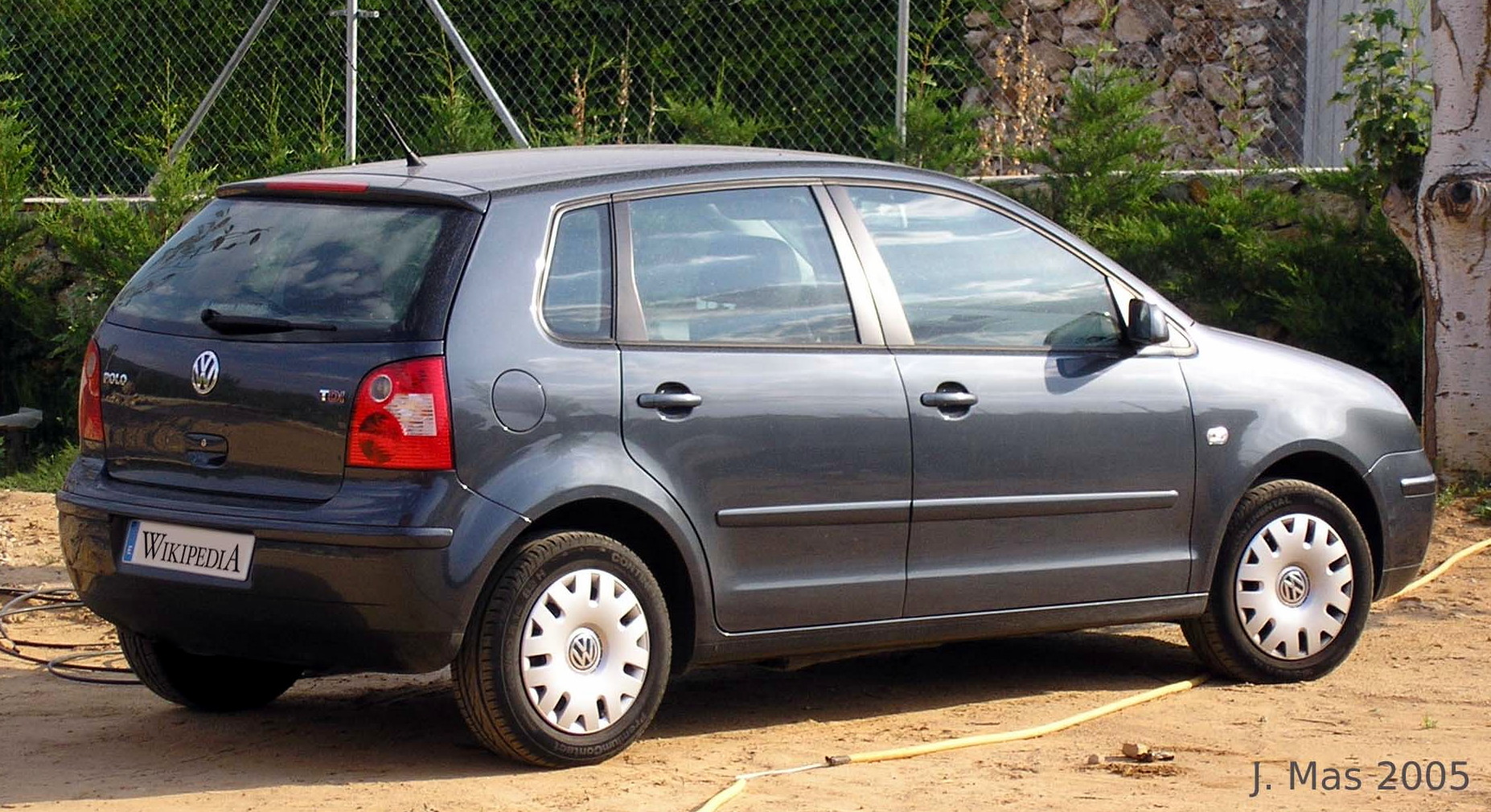
Polo IV (Typ 9N), 2001–2005
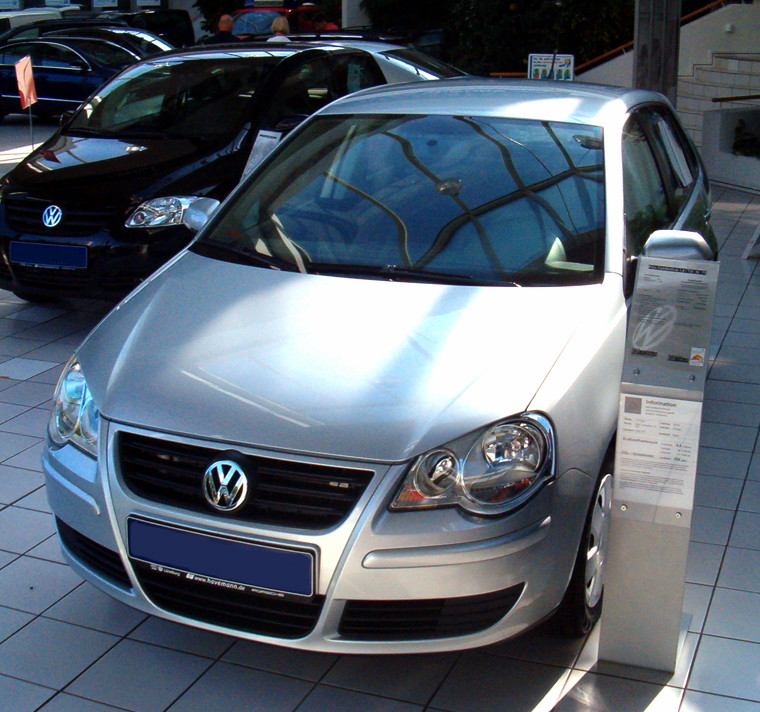
Polo IV Facelift (9N3), 2005–2009
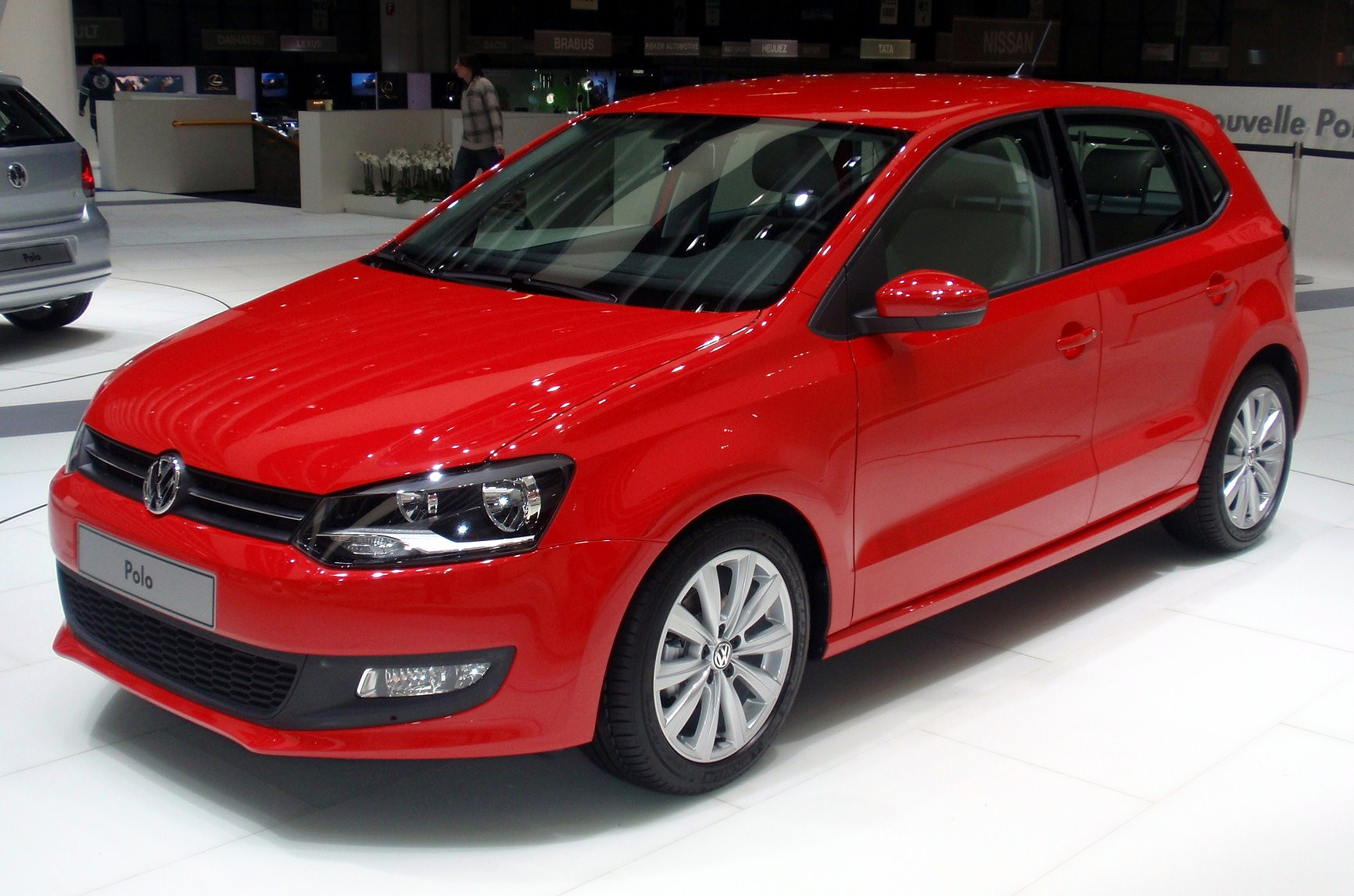
Polo V (Typ 6R), 2009–2017
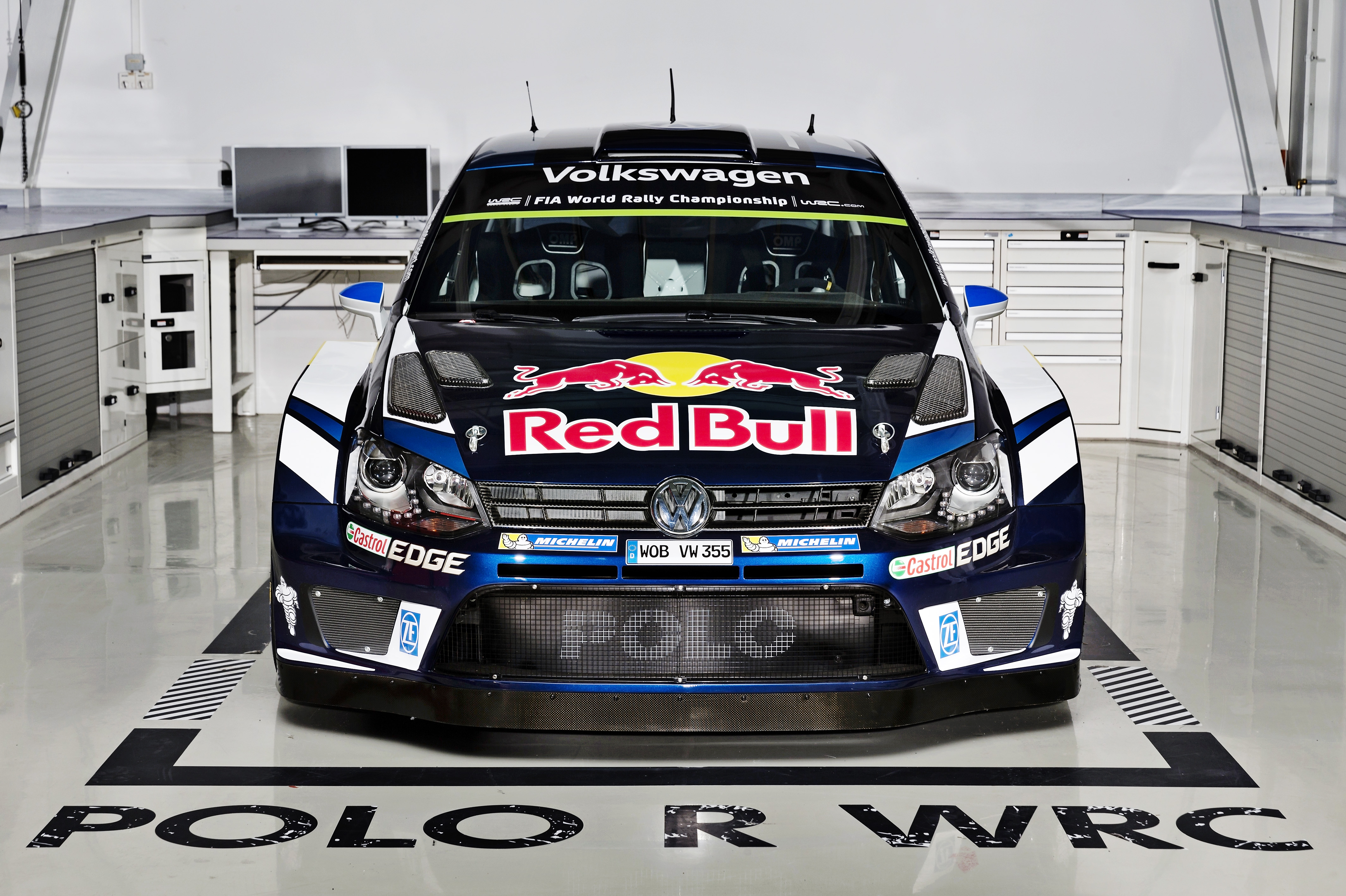
Polo WRC (Typ 6R), 2013–2016
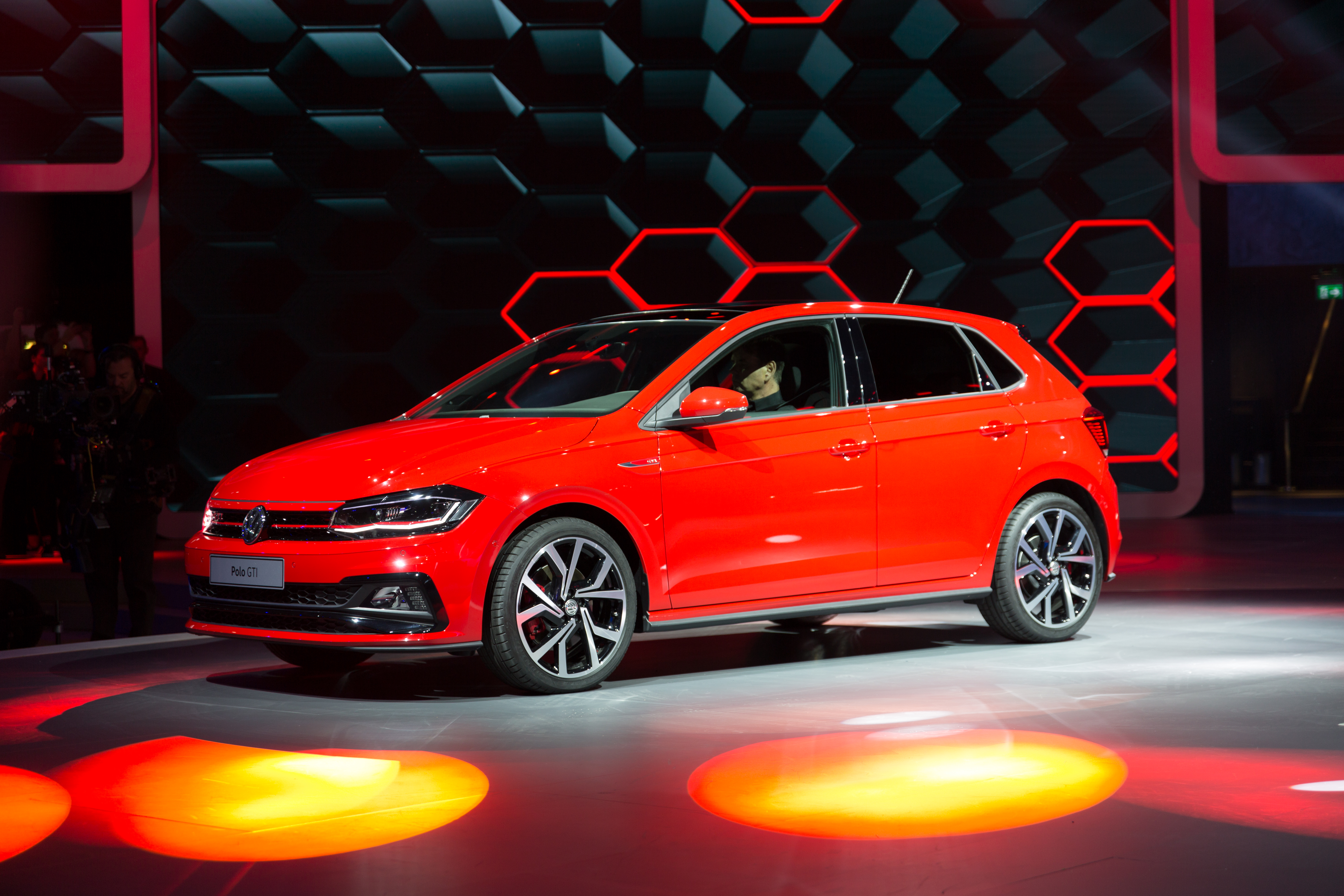
Polo VI 2017–